# Арена Дефанс (Париж)
Арена Дефанс (фр. Paris La Défense Arena, до 12 червня 2018 року називалася фр. U Arena) — критий стадіон багатоцільового призначення, що є також найбільшим концертним залом у Європі. Розміщений у Нантері, західному передмісті Парижу, відразу за Великою аркою Дефанс. Разом із Telenor Arena, що в Норвегії — це один з двох побудованих в Європі подібних багатофункціональних купольних стадіонів. Сучасну назву споруда отримала після голосування ради директорів за її перейменування. На базисі стадіону планується проведення Літніх Олімпійських ігор 2024.
Будівлю можна використовувати:
- для проведення реґбі (номінальна місткість 32,000 людей),
- для концертів (стадіон розрахований на 40,000),
- для різноманітних спортивних змагань (на 5,000 осіб).

Рухомий дах надає багато можливостей у використовуванні будівлі.[джерело?] Стадіон загалом має 33,000 квадратних метрів, куди відносяться 300 студентських кімнат, велика кількість магазинів, а також клуб, генделик та ресторан вишуканої кухні. Концертна зала Paris La Défense Arena в першу чергу була побудована у цілях для замінити попередній стадіон, Олімпійський стадіон Ів дю Мануар.

## Історія
Арену92 спочатку планувалося відкрити у 2014 році, але ця дата була відкладена, через місцеві протести проти будівництва. Зрештою, через кілька років, а саме у жовтні 2017 року, споруду все ж відчинили для глядача. Французький реґбійний клуб «Расінґ 92» не одразу переїхав на новий стадіон, а лише через кілька місяців, 22 грудня 2017. Робочу назву стадіону змінили з «Arena92» на «U Arena» в листопаді 2016 року, посилаючись на структурну форму будови (якщо дивитися на неї з повітря бачитимемо зображення літери U). 12 червня 2018 року назву було змінено знову, на поточному Paris La Défense Arena на честь району Парижу в якому власне розташовується ця споруда — Дефанс.
Місце під будівництво підбирали з врахуванням конструктивної особливості стадіону — розсувного даху, але будівлю побудували з нерухомим покриттям.
Англійський рок-гурт «The Rolling Stones» стали першими, хто провів концерт на сьому стадіоні, закривши тут свій тур по Європі No Filter Tour трьома концертами 19, 22 та 25 жовтня 2017 року. Перший матч у Paris La Défense Arena по реґбі відбувся 25 листопада 2017 року, між французької національної команди з регбі та Японської національної команди з регбі. Також, 11 березня 2018 була проведена баскетбольна гра між французькими професійними баскетбольними клубами Nanterre 92 і ASVEL Basket. На цю гру прийшло 15,220 вболівальників, і це була найвища відвідуваність за всю історію баскетбольної ліги.

## Цікаві заходи
| Розважальні заходи в Paris La Défense Arena | Розважальні заходи в Paris La Défense Arena | Розважальні заходи в Paris La Défense Arena | Розважальні заходи в Paris La Défense Arena | Розважальні заходи в Paris La Défense Arena | Розважальні заходи в Paris La Défense Arena |
| Дата                                        | Артист(и)                                   | Тур                                         | Додаткова інформація                        | Відвідуваність                              | Збори                                       |
| 2017                                        | 2017                                        | 2017                                        | 2017                                        | 2017                                        | 2017                                        |
| ------------------------------------------- | ------------------------------------------- | ------------------------------------------- | ------------------------------------------- | ------------------------------------------- | ------------------------------------------- |
| 19 жовтня                                   | Роллінг Стоунз                              | No Filter Tour                              | Cage the Elephant                           | 109,126 / 109,126                           | 18,529,324 $                                |
| 22 жовтня                                   | Роллінг Стоунз                              | No Filter Tour                              | Cage the Elephant                           | 109,126 / 109,126                           | 18,529,324 $                                |
| 25 жовтня                                   | Роллінг Стоунз                              | No Filter Tour                              | Cage the Elephant                           | 109,126 / 109,126                           | 18,529,324 $                                |
| 2018                                        |                                             |                                             |                                             |                                             |                                             |
| 8 червня                                    | Роджер Уотерс                               | Us + Them Tour                              | Н/Д                                         | Н/Д                                         | Н/Д                                         |
| 9 червня                                    | Роджер Уотерс                               | Us + Them Tour                              | Н/Д                                         | Н/Д                                         | Н/Д                                         |
| 13 жовтня                                   | Booba                                       | Н/Д                                         | Н/Д                                         | Н/Д                                         | Н/Д                                         |
| 2019                                        |                                             |                                             |                                             |                                             |                                             |
| 7 червня                                    | Мілен Фармер                                | Н/Д                                         | Н/Д                                         | Н/Д                                         | Н/Д                                         |
| 8 червня                                    | Мілен Фармер                                | Н/Д                                         | Н/Д                                         | Н/Д                                         | Н/Д                                         |
| 11 червня                                   | Мілен Фармер                                | Н/Д                                         | Н/Д                                         | Н/Д                                         | Н/Д                                         |
| 12 червня                                   | Мілен Фармер                                | Н/Д                                         | Н/Д                                         | Н/Д                                         | Н/Д                                         |
| 14 червня                                   | Мілен Фармер                                | Н/Д                                         | Н/Д                                         | Н/Д                                         | Н/Д                                         |
| 15 червня                                   | Мілен Фармер                                | Н/Д                                         | Н/Д                                         | Н/Д                                         | Н/Д                                         |
| 18 червня                                   | Мілен Фармер                                | Н/Д                                         | Н/Д                                         | Н/Д                                         | Н/Д                                         |
| 19 червня                                   | Мілен Фармер                                | Н/Д                                         | Н/Д                                         | Н/Д                                         | Н/Д                                         |
| 3 липня                                     | Pink                                        | Beautiful Trauma World Tour                 | Н/Д                                         | Н/Д                                         | Н/Д                                         |